# 部屋住み
部屋住み（へやずみ）は、
1. 日本の家族に存在した地位の一つ。嫡男ではあるが、まだ家督を相続していない者、またはその状態のこと[1][注 1]。
2. 上記とは別に、庶子（家督を相続できない次男以下）の男子のうち、分家・独立せずに当主である親や兄の家に留まっている者のこと[2]。本記事の次男以下の「部屋住み」を参照。
3. 暴力団における地位、役目の一つ。組事務所に居住して組長の雑用などを行う者を指す。本記事の暴力団における「部屋住み」を参照。

## 次男以下の「部屋住み」
元来が軍人・戦闘階級である武士は、戦死と後継を前提とした武家社会を形成したが、このため太平の世が長く続いた江戸時代には人口過剰に悩まされるという矛盾を孕んだ。将軍の直臣である旗本や御家人の家を継いだ者でさえ幕府の役職にあぶれた小普請が無聊を託つありさまで、まして次男以下ともなれば、分家による領地分割が限界に達すると、仕官か他家へ養子の口でも無ければ自らの家・領地を持てない浪人や部屋住みとして生きることになった。農民など他の階層でも同様のことは起こりえたが、特に支配階級である武士が身分を捨てる決断もできぬまま展望の薄い小普請や部屋住みの境遇に甘んじる場合が多かった。
次男以下の就職は困難であるため、分家・独立するほどの財力や地位を持っていない大多数の家では、実家に居候という形で次男以下に屋敷の部屋を与えて住まわせ、嫡男が欠けた場合への備えや、他家への養子縁組を待つこととした。このような、家から独立せずに扶養される者を当時は「部屋住み」や「厄介」と呼んだ。
次男以下には血統を絶やさないための万が一の予備としての役割があったため、妻子を持つことは基本的に禁じられ、不遇な生活を強いられたといわれる（飼殺し、冷や飯食い）。それでも兄の死去や廃嫡により次男以下が繰り上がって家督を継いだ例は数知れないが、中でも井伊直弼の15年間にも及ぶ部屋住み生活と、その期間を過ごした屋敷「埋木舎」はよく知られている。江戸時代中期に徳川将軍家の一門として創設された御三卿も、格式は御三家に準じるほど高かったものの、独自の城や領地を持たずに江戸城内の屋敷で生活し、賄料（経費）は幕府領から宛がわれ、家臣の多くは幕臣が出向して務めるなど一般の大名より独立性が乏しく、時には当主であっても御三家などへ養子に入ることがあり、その実質は将軍の子を、養家として適当な大名家が現れるまで幕府が抱えておくための仕組み、いわば「将軍家の部屋住み」というべき存在であった。
また、部屋住みの身では特に役職や仕事が貰えないため、有り余る時間を利用して学問や武芸・茶道などの芸道を深く修め、酒井抱一（姫路酒井家出身）のように絵師、文人として大成した者も現れた。
御家人の子として生まれた小説家の岡本綺堂は、自身の小説中において「部屋住み」を以下のように述べている。
旗本に限らず、御家人に限らず、江戸の侍の次三男などというものは概して無役の閑人であった。彼らの多くは兄の屋敷に厄介になって、大小を横たえた一人前の男がなんの仕事もなしに日を暮らしているという、一面から見ればすこぶる呑気らしい、また一面から見れば、頗る悲惨な境遇に置かれていた。—『半七捕物帳』
なお、「部屋住み」という語は主に武家社会や町人社会で用いられたとされ、農民層では「おじ」、「おんじ」という言葉がそれに相当した。特に信濃国伊那郡神原村（現・長野県下伊那郡天龍村）では、当主の弟妹は「おじろく・おばさ」と呼ばれ、社会生活から隔離されて家庭内労働のみを行う下人的存在として扱われる慣習が存在したという。

## 部屋住勤仕
江戸時代には役職も世襲であることが慣習化しており、当主が死去または隠居しない限り、家督相続を予定されている者であっても、無役であり勤仕することはなく（部屋住み惣領）、出仕させるには、当主が健在であれば隠居させる他なく、家督を継ぐのが50歳を超える例も見られた。家督の承継がなければ、職について経験を積むことが難しいところ、さらに、もし、惣領当人が優秀である場合などで当主が現職で活躍しているならば、あえて、隠居させるのは人材の無駄ともなるという矛盾があった。この問題を解消すべく、徳川吉宗は享保の改革の一環として、当主が役職に就いている旗本家の惣領の中から、日頃の行状・人柄、武芸出精、学問出精の者を大番組など番方に加え（番入）出仕させるという「惣領番入」制度を創設した。番入後、勤務状況によっては、役方に任用されるなど上の役職に抜擢されることもあった。惣領番入で出仕することで、惣領当人には家禄と役に応じた役料の差額が切米として支給された（役付き時に限るため足高の制が適用される）。吉宗の時代には、学問出精を理由として番入する惣領は皆無であり、「武芸吟味」などによる武芸出精の者が見出され、学問による人材登用は、この後の寛政の改革時に創設された「学問吟味」などによった。幕末に至っては、塚原昌義のように部屋住みのまま若年寄まで昇進する例も見られた。

## 暴力団における「部屋住み」
暴力団においては、組の事務所に居住して組長の雑用などを行う者を「部屋住み」と呼ぶことがある。組に入りたての新人ヤクザが最初に務める役目の一つで、部屋住みは他の組員と一定期間の共同生活を送りながら、事務作業、雑用、接客対応を行い、行儀作法も覚えていく、ヤクザの初歩となる期間で、若手ヤクザの登龍門ともされる。また、部屋住みにとっては勤め先が上部団体の本部事務所であれば名誉なこととされ、特に最大規模の暴力団である山口組総本部の部屋住みには厳しい採用条件があるといわれる。部屋住みの者は、資金獲得のための活動（シノギ）を行えないことから、組長などから小遣いなどの名目で金銭が渡されることがある。
しかし、部屋住みは事務所に長期間拘束される生活を送らねばならず、作法で間違いを犯すと目上の組員から暴力で制裁されたり、いじめなど部屋住み同士のトラブルも発生したりすることがあるなど、実態は過酷で大半の者が半年も経たずに逃亡するともいわれる。また、近年はヤクザ人口の減少や若者の価値観の変化（拘束されることを嫌うなど）を受け、部屋住み制度を廃止する組も現れている。